# Fédération nigériane de handball
La Fédération nigériane de handball (HFN) est une association sportive fondée en 1972. Elle est l'instance  gérant le handball et le beach handball en République fédérale du Nigéria. Membre de la Confédération Africaine de Handball (CAHB), elle appartient également à la Fédération Internationale de Handball (IHF),.

## Organisation
En septembre 2021, Samuel Ocheho est élu président de la Fédération nigériane de handball,.

## Équipes de handball
- Équipe du Nigeria masculine de handball
- Équipe junior du Nigéria de handball masculin
- Équipe du Nigeria féminine de handball